# Burg Neuhewen
Die Burg Neuhewen, auch Schloss Neuhöwen, im Volksmund Stettener Schlößle, ist die Ruine einer Höhenburg auf dem Neuhewen auf 863,9 Meter über NHN nördlich des Ortsteils Stetten der Stadt Engen im baden-württembergischen Landkreis Konstanz in Deutschland.

## Geschichte
Die Burg wurde in der Mitte des 13. Jahrhunderts von den Herren von Engen (Hewen) errichtet und gelangte Ende desselben Jahrhunderts an Habsburg. Im 14. Jahrhundert war sie Pfandlehen der Grafen von Hohenberg. Von 1375 bis Anfang des 16. Jahrhunderts waren ihre Eigentümer die Herren von Reischach. Im Dreißigjährigen Krieg 1639 durch bayerische Truppen zerstört, erwarben 1661 die Herren von Fürstenberg die Ruine. 1671 erwarb diese die Familie Ebinger von der Burg und 1751 wurde die Burgruine erneut fürstenbergischer Besitz; sie blieb es bis heute.

## Heutige Nutzung
Die höchstgelegene Burganlage des Hegaus ist nicht touristisch erschlossen. Ausflügler finden weder einen beschilderten Weg zur Burganlage noch einen ausgeschilderten Parkplatz. Während in den 1980er-Jahren und bis etwa 2005 eine Besichtigung der Anlage von innen und eine Besteigung des Burgturms noch möglich war, ist sie heute mit Absperrgittern und NATO-Draht vor dem Zutritt gesperrt.

## Baubeschreibung

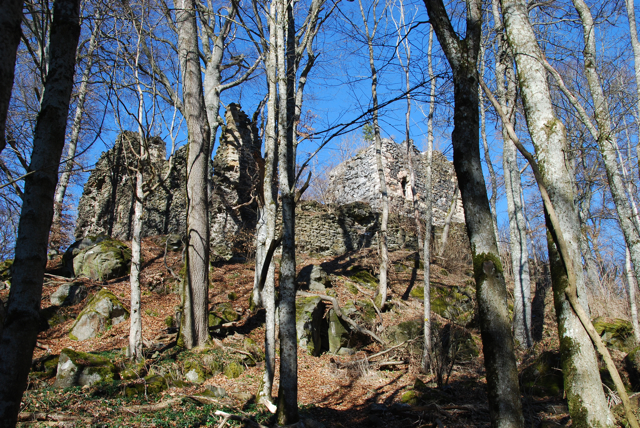
Ansicht der Kernburg aus westlicher Richtung

Die Burg hatte eine trapezförmige Hauptburg, von der noch Mauerreste erhalten sind. Der Bergfried ist noch mit einer Höhe von elf Metern und einer Mauerstärke von drei Metern erhalten. Ein etwa acht Meter breiter Abschnittsgraben trennte die Hauptburg von der im Grundriss schildförmigen, etwa 75 Meter langen und 30 Meter breiten Vorburg. Diese setzte sich nördlich der Hauptburg als zehn Meter breite Terrasse fort. Im Westen der Hauptburg lehnen sich die Ruinen bis zu drei Geschosse hoher, zumindest teilweise unterkellerter Bauten an die Ringmauer, die teils Reste der Fenstergewände (romanisches und gotisches Fenster) aufweisen.